# 刘小成
刘小成（1944年9月—2017年12月7日），辽宁北镇人，中国共产党人，中华人民共和国官员。

## 生平
1965年2月加入中国共产党，文化大革命期间，1968年8月至1970年3月在“五七”干校进行劳动改造。历任国家科委科技政策局副局长、国家科委副秘书长、中国盲人聋哑人协会党组书记、中国残疾人福利基金会副理事长、中国残疾人福利基金会副理事长、国务院残疾人工作协调委员会秘书长、中国残疾人联合会第三届主席团副主席、中国残疾人福利基金会副理事长等职务。
于2017年12月7日在北京病逝。